# 1160 Illyria
1160 Illyria è un asteroide della fascia principale. Scoperto nel 1929, presenta un'orbita caratterizzata da un semiasse maggiore pari a 2,559999 UA e da un'eccentricità di 0,118615, inclinata di 14,940976° rispetto all'eclittica. Ha un diametro di 13,977 km, un periodo di rotazione di 4,1025 ore e un'albedo di 0,249.
Fa parte della famiglia di asteroidi Maria.
Il suo nome fa riferimento all'antica regione romana dell'Illiria, nei Balcani.